# Adam Hendershott
Adam Hendershott é um ator americano nascido em 6 de junho de 1983 em Los Angeles County Califórnia.